# Amoea immaculata
Amoea immaculata is een insect uit de familie van de vlinderhaften (Ascalaphidae), die tot de orde netvleugeligen (Neuroptera) behoort. 
Amoea immaculata is voor het eerst wetenschappelijk beschreven door Olivier in 1790.